# ویلیم، شاهزاده اورانژ
ویلیم، شاهزاده اورانژ (انگلیسی: William, Prince of Orange; ۴ سپتامبر ۱۸۴۰ – ۱۱ ژوئن ۱۸۷۹) ولیعهد و وارث بلافصل هلند از ۱۷ مارس ۱۸۴۹ تا زمان مرگش بود.
ابتدا موضوع ازدواج شاهزاده ویلیم و شاهدخت آلیس، دختر دوم ملکه ویکتوریا مطرح شد اما ازدواج به سرانجام نرسید، سپس شاهزاده در سال ۱۸۷۳ عاشق کنتس ۱۹ ساله ماتیلده فون لیمبورگ-استیروم شد. اما این پیشنهاد مورد موافقت خانواده‌اش قرار نگرفت. وی که به شدت از وضعیت خود در هلند سرخورده بود به پاریس رفت و به روابط جنسی، شراب‌خواری و قمار روی آورد و با معشوقه‌ای پاریسی‌اش هنریت هاوزر که بازیگر تئاتر بود به زندگی پرداخت.
سرانجام وی در ۳۸ سالگی در آپارتمانش در خیابان اوبر در نزدیکی کاخ گارنیه به دلیل تیفوس و مشکلات کبدی درگذشت. در ۲۶ ژوئن ۱۸۷۹ جسد او در دخمه سلطنتی کلیسای جدید دلفت دفن شد. روی تابوت او تاج گلی از امپراتور فرانسه اوژنی دو مونتیژو و پادشاه آینده ادوارد هفتم، که همکار او بود، وجود داشت.